# Adresse virtuelle

En informatique, une adresse virtuelle est une adresse de la mémoire virtuelle qu'un système d'exploitation met à disposition de ses processus pour qu'ils puissent s'exécuter.
L'expression est souvent employée par opposition à l'adresse physique dans laquelle elle est convertie par l'unité de gestion mémoire (MMU).

## Structure
Une adresse virtuelle en architecture 32 bits comprend trois parties : 
1. De 0 à 11 : index du mot dans la page.
2. De 12 à 21: index de la page dans le répertoire.
3. De 22 à 31 : index du répertoire dans la mémoire.

Par exemple l'adresse 0x0012F980 représente en système binaire 0000000000 0100101111 100110000000), correspondant à :
```
répertoire      page          mot
0000000000   0100101111   100110000000
```